# Église Santa Bibiana
L'église Santa Bibiana (en français : Sainte-Bibiane) est une église catholique de Rome, consacrée à sainte Bibiane. De style baroque, elle se situe dans le quartier de l'Esquilin. La façade de l'église a été conçue et construite par Le Bernin, qui a également réalisé une sculpture de la sainte détenant la palme des martyrs.
L'église est située non loin de la gare Termini, et près du temple de Minerve Medica.

## Histoire
Selon une ancienne tradition - non certifiée historiquement -, l'église aurait été construite vers 363 avec les fonds de la matrone romaine Olympina (ou Olympia) sur la maison (domus ecclesiae) où, au cours des persécutions de l'empereur Julien (361-363), Bibiana, sa mère Dafrose et sa sœur Démétrie auraient souffert le martyre. L'église s'éleva dans le domaine des Horti Liciniani, non loin de la nymphée généralement connue sous le nom de Temple de Minerve Medica. Près de l'église il y avait un cimetière antique, appelé ad ursum pileatum.
Selon le Liber Pontificalis, l'église a été bâtie en 467 par décision du pape Simplicius. Il s'agit sans doute de l'avoir consacrée sous un nouveau nom, passant de Sainte-Olympina à Sainte-Bibiana, et plutôt en 468, suivant les dates de son pontificat. Ensuite, le pape Léon II (682-683) y a déménagé les reliques des martyrs Béatrice (ou Viatrix), de ses frères Simplice et Faustin, et d'un autre martyr nommé Rufus (fêtés le 29 juillet), de la catacombe de Generosa (it). L'église a été restaurée une première fois par le pape Honorius III en 1224, puis en 1625 par Urbain VIII qui fit appel au Bernin.

## Architecture et ornementations
La façade actuelle a donc été conçue et construite par Le Bernin, alors seulement âgé de 26 ans, en 1624-1626, sur une commande du pape Urbain VIII. Les colonnes de la doublure de la nef proviennent de l'église originale du Ve siècle.
L'église abrite une statue de la sainte, également du Bernin (1626). Elle montre sainte Bibiane tenant la palme des martyrs, debout à côté de la colonne sur laquelle elle fut martyrisée. Les fresques des murs sont de Pierre de Cortone (à gauche) et Agostino Ciampelli (à droite).
Les corps de sainte Bibiane (Viviane ou Vivienne), sa mère Dafrose et sa sœur Démétrie ont été découverts à l'intérieur d'un sarcophage en albâtre du IIIe siècle, aujourd'hui placé sous le maître-autel. 
La colonne juste à l'intérieur de l'église passe pour être celle à laquelle Bibiana a été attachée.

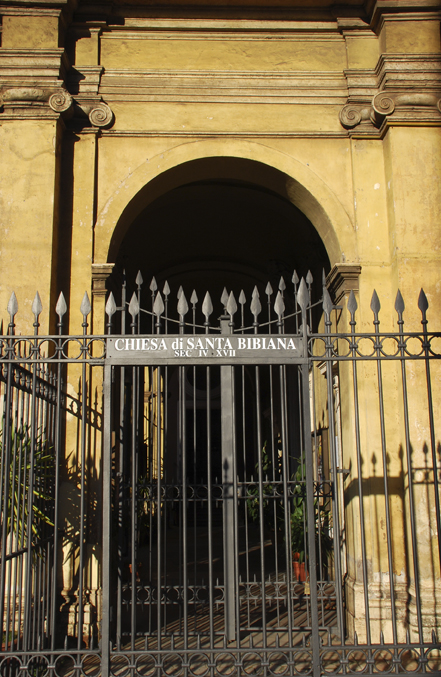
Portail et portique avant.
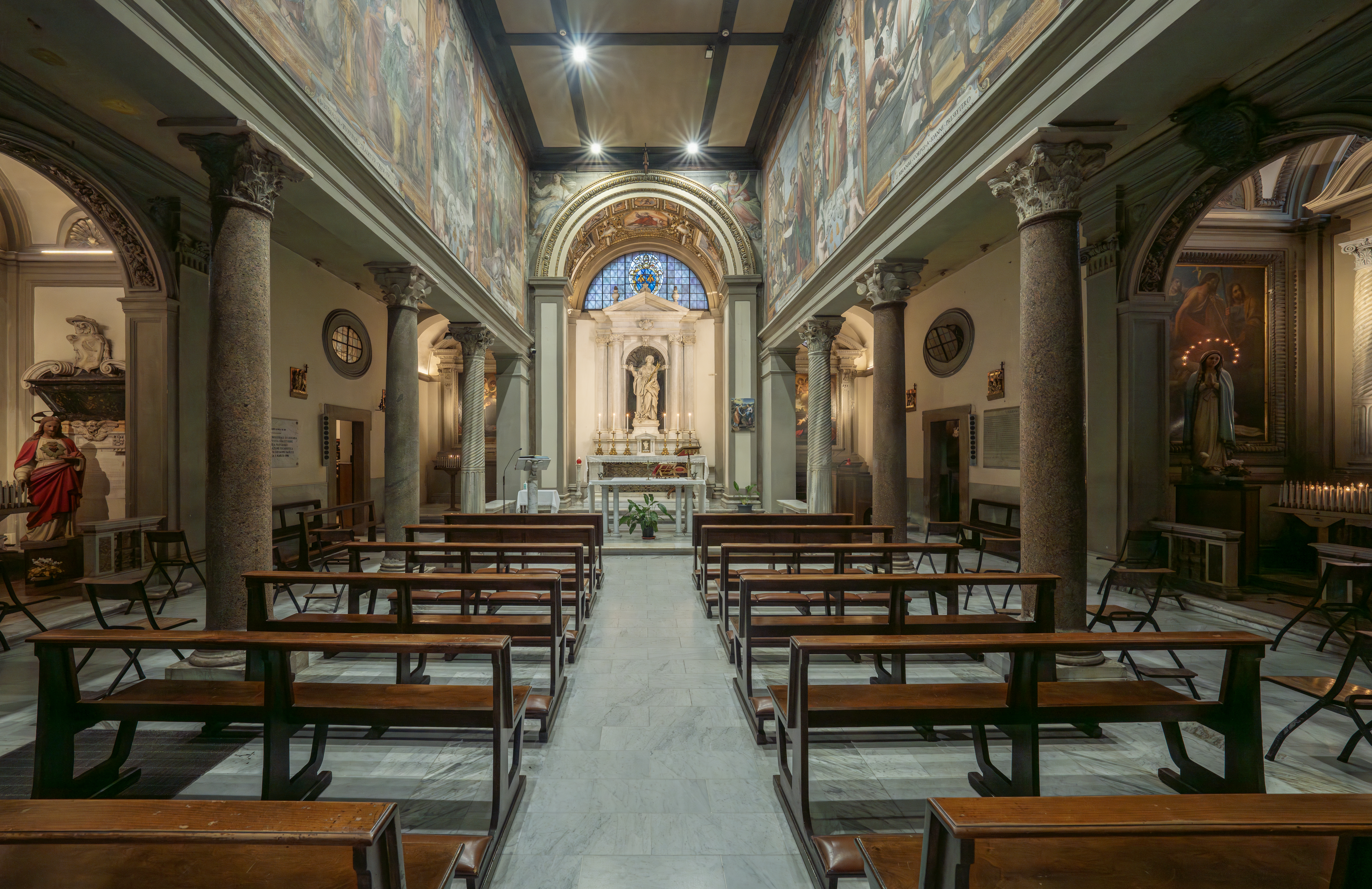
La nef centrale et le chœur.
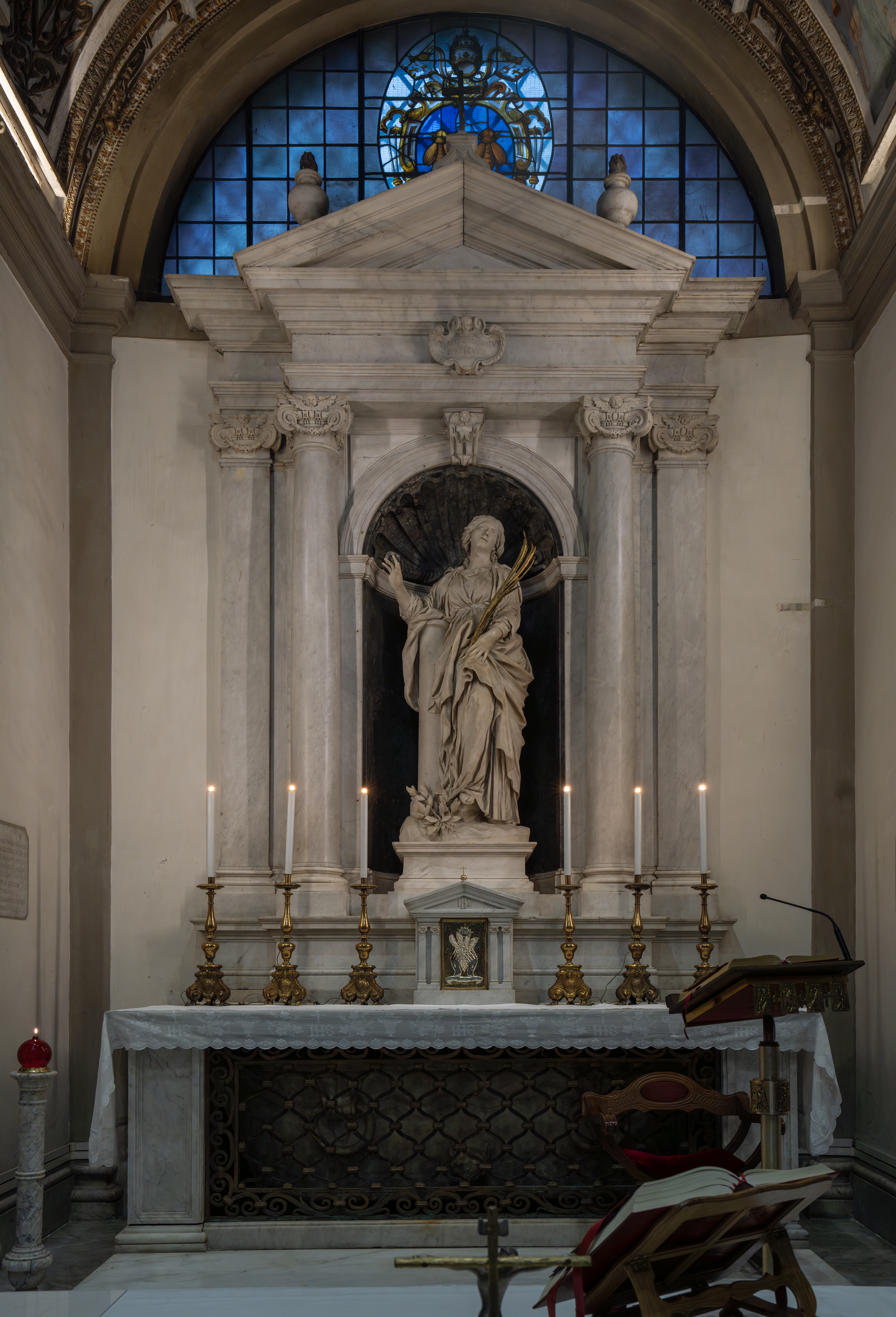
Santa Bibiana par Le Bernin.